# Arenaria mukerjeeana
Arenaria mukerjeeana är en nejlikväxtart som först beskrevs av Majumdar, och fick sitt nu gällande namn av Kanesuke Hara. Arenaria mukerjeeana ingår i släktet narvar, och familjen nejlikväxter. Inga underarter finns listade i Catalogue of Life.